# Rubén Navarro Méndez
Rubén Navarro Méndez (Sallent, 6 de juny de 1978) és un futbolista català, que ocupa la posició de davanter.
A edat cadet va ser fitxat pel València CF, provinent del CE Sallent. A la temporada 96/97 debuta amb el primer equip, tot i que les seues aparicions serien esporàdiques en els següents anys. La temporada 99/00 marxa al CD Numancia, en què qualla una gran temporada marcant deu gols, fonamentals per a la permanència dels castellans a la màxima categoria. Després d'un segon any a Sòria, Rubén Navarro fitxa pel Deportivo Alavés, on seria el referent ofensiu dels bascos durant sis temporades, tant a Primera com a Segona Divisió. Entre 2002 i 2005 aconsegueix fins a 35 dianes. El 2007 va ser fitxat per a l'Hèrcules CF. A l'abril del 2009 va assolir un hat-trick, dins la golejada per 8 a 0 al Sevilla Atlético. Des de la temporada 2009-2010 milità a les files del Nàstic de Tarragona on gaudí d'una nova aventura futbolística. El 2 de setembre de 2011 fitxà pel CD Leganés a la Segona Divisió B.
Ha estat internacional amb la selecció de futbol de Catalunya.